# Apanthura excavata
Apanthura excavata is een pissebed uit de familie Anthuridae. De wetenschappelijke naam van de soort is voor het eerst geldig gepubliceerd in 1976 door Mezhov.